# Umrandeter Schmalprachtkäfer

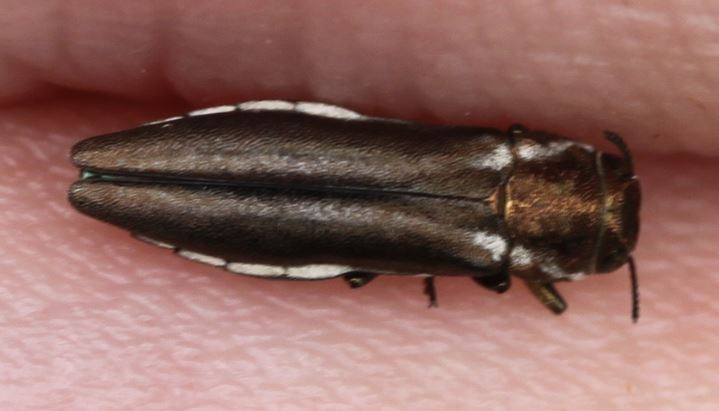
Dorsalansicht

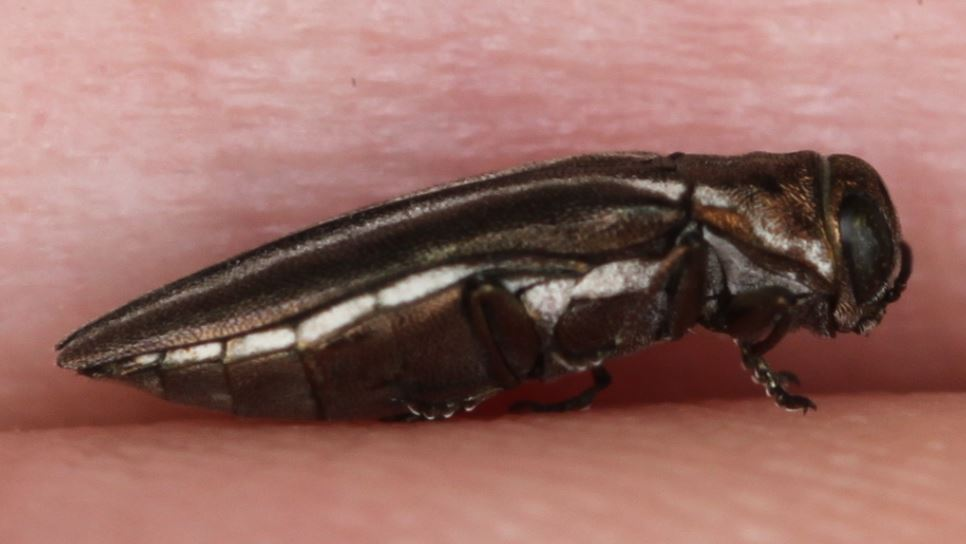
Seitenansicht

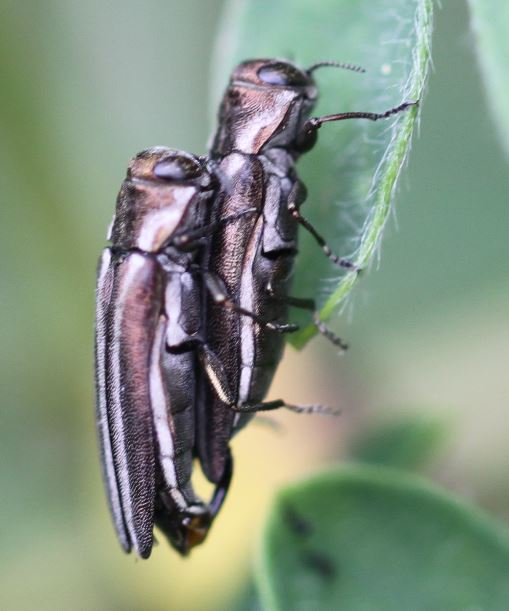
Begattung

Der Umrandete Schmalprachtkäfer (Agrilus cinctus) ist ein Käfer aus der Familie der Prachtkäfer und der Unterfamilie der Agrilinae. 

## Merkmale
Die bronzefarbenen Käfer sind 5,5–10 mm lang. Die Stirn der Käfer ist flach und kaum gefurcht. Der Halsschild ist an den Seiten gleichmäßig gerundet und auf halber Länge am breitesten. Die schlanken Flügeldecken sind am Außenrand vor der Spitze etwas ausgerandet.

## Verbreitung
Das Verbreitungsgebiet von Agrilus cinctus reicht von der Iberischen Halbinsel über Frankreich, Belgien, Deutschland, Schweiz und Österreich bis nach Ungarn und den nördlichen Balkan. Die Art ist in Deutschland selten und kommt nur im Südwesten und Südosten vor.

## Lebensweise
Die Käferart bevorzugt als Lebensraum Wärme- und Trockengebiete wie beispielsweise sonnenexponierte Waldränder und Ruderalflächen. Man beobachtet die Imagines von Juni bis August, hauptsächlich an Besenginster (Cytisus scoparius). Die oligophagen Larven entwickeln sich an nicht bedornten Büschen der Gattungen Ginster (Genista) und Geißklee (Cytisus) sowie an  Pfriemenginster (Spartium junceum).